# Jake Thackray
John Philip Jake Thackray (27 février 1938 - 24 décembre 2002) était un auteur-compositeur-interprète et journaliste britannique né à Leeds et mort à Monmouth au Pays de Galles.

## Biographie
Il a connu le succès à la fin des années 1960 jusqu'au début des années 90. Ses chansons sont caractérisées par l'humour, la tendresse et la subversion. Dans la lignée des grands chansonniers français dont il se réclame, il adapta des chansons de Georges Brassens. Surnommé le "Jacques Brel anglais" par {refsou}.
Depuis quelques années l'industrie du disque au Royaume-Uni réédite des intégrales de ses œuvres.

## Discographie

### Albums studio
- The Last Will and Testament of Jake Thackray — EMI — 1967
- Jake's Progress — EMI Records — 1969
- Bantam Cock — EMI Records — 1972
- On Again! On Again! — EMI Records — 1977

### Albums live
- Live Performance — EMI Records — 1971;
- Jake Thackray and Songs — Dingles Records — 1983
- Live at the Lobster Pot — 2005
- Live at the Lobster Pot volume 2 — 2005
- Jake Thackray - Live in Germany — JTP - 2005

### Compilations
- The Very Best of Jake Thackray — EMI Records —
- Lah-Di-Dah — EMI Records — 1991
- The Jake Thackray Project — JTP — 2002 (Edition limitée)
- The Jake Thackray Collection — HMV — 2003
- Jake in a Box (4 CD Box set) — EMI Records — 2006